# Cathal Ruad mac Conchobair Ruaid
Cathal Ruad mac Conchobair Ruaid Ua Conchobair  (mort en 1293)  est  roi de Connacht de 1280 à 1288 et en 1293.

## Origine
Cathal Ruad mac Conchobair Ruaid Ua Conchobair appartient au Clan Muircheartaigh Uí Conchobhair. Il est le fils aîné de  Conchobar Ruaid (mort en 1245) second fils de Muirchertach Muimnech († 1210); un fils cadet de Toirdelbach Ua Conchobair «  Ard ri Erenn co fressabra » c'est-à-dire « Haut-roi en opposition »

## Règne
Un différend éclate entre le roi de Connacht  Áed Muimnech Ua Conchobair petit-fils de Cathal Crobderg Ua Conchobair  et les descendants de   Muirchertach Muimnech. Áed Muimhnech est tué par ces derniers dans le bois de Dangan et Melaghlin, mac Magnus, est fait prisonnier le même jour par eux; mais il est racheté par O'Donnell, qui donne 400 vaches et 20 chevaux pour sa liberté  Après ces événement Cathal Ruaid , c'est-à-dire « le Rouge » fils de Conchobar Ruaid, le fils de Muirchertach Muimnech, est accepté comme roi par les habitants du Connacht .
En 1288 son frère  Magnus mac Conchobair Ruaid Ua Conchobair, rassemble ses partisans du Connacht et avec l'appui de ses alliés
les Hy-Briuin et les Conmaicne, il se rend à  Ath-Slisean, où réside Cathal, avec ses troupes. Un combat éclate entre eux, et Cathal est vaincu et fait prisonnier. Magnus dépose son frère et monte sur le trône. En 1293 Magnus Ua Conchobair  meurt après une maladie d'un trimestre. Grâce à l'influence du Lord justicier, Áed mac Eógain Ua Conchobair qui appartient à la lignée de Cathal Crobderg Ua Conchobair, lui succède, mais 10 jours après son élection il est emprisonné  par ce même John FitzGerald (1er comte de Kildare). Cathal réussi à maintenir son rival en prison et récupère le trône , mais quelques mois plus tard il est tué par Ruaidri fils de Donough Reagh,

## Postérité
Cathal Ruad mac Conchobair laisse trois fils: 
- Conchobar Ruaid mort en 1296
- Áed Bréifnech mac Cathail Ruaid Ua Conchobair
- Ruaidri mac Cathail Ruaid Ua Conchobair

## Sources
- (en) T.W Moody, F.X. Martin,F.J. Byrne, Maps, Genealogies, Lists. A companion to Irish History part II, Oxford, Oxford University Press, coll. « A New History of Ireland » (no 9), 2011, 674 p. (ISBN 978-0-19-959306-4), p. 223-225 « O'Connors Ó Conchobhair Kings of Connacht 1183-1474  »  et généalogie n°28 et 29 (a)  p. 158-159
- (en) A Timeline of Irish History, Richard Killen Gill & Macmillan Dublin (2003)  (ISBN 07171-3484-9).
- (en) Goddard Henry Orpen (Introduction de Seán Duffy), Ireland under the Normands 1169-1333, vol. III, Dublin, Four Courts Press (réédition), 2005, 633 p. (ISBN 978-1-84682-818-8), p. 361-376 The Conquest of Connaught 1224-37 & The Sub-infeudation of Connaught, 1237, and Afterwards p.377-393